# Il lupo rosso (film)
Il lupo rosso (Den röda vargen), noto anche come Annika: Crime Reporter - Il lupo rosso, è un film del 2012 diretto da Agneta Fagerström-Olsson.
Il soggetto è tratto dall'omonimo romanzo scritto da Liza Marklund che fa parte di una fortunata serie incentrata sul personaggio della giornalista Annika Bengtzon. Questo è il sesto film tratto dai romanzi di Liza Marklund, ed è il quarto di una serie di sei pellicole, girate con lo stesso cast e la stessa protagonista interpretata da Malin Crépin.
Il film è stato distribuito solo in DVD.

## Trama
Nel 1972 un attentato dinamitardo alla base dell'aeronautica militare di Luleå nella Svezia settentrionale provoca la morte di un soldato.
Quaranta anni più tardi, il giornalista di un quotidiano locale che aveva scritto sul caso viene investito e ucciso da un'automobile. Annika Bengtzon viene inviata a Luleå per scrivere un réportage, ma nella cittadina boreale scopre che c'è un testimone oculare, un quindicenne di nome Linus. Lo convince a testimoniare presso il commissario Suup, ma con grande costernazione di tutti Linus viene assassinato.
La madre del ragazzino riceve per posta un biglietto con un disegno di un lupo rosso e una citazione di una frase di Mao Zedong. Secondo i colleghi, il giornalista defunto era convinto che l'incursione alla base aeronautica fosse stato portato a termine non già dai russi, come stabilì l'inchiesta ufficiale, ma dalla costola maoista di un'organizzazione di estrema sinistra, il cui leader conosciuto con il nome di Ragnwald entrò in clandestinità subito dopo l'attentato all'aereo F21. Si sa anche che in seguito lavorò come sicario dell'ETA.
Nel frattempo un politico di un partito di centro, che in passato militava nell'organizzazione, viene assassinato; la moglie riceve il solito biglietto. Dagli archivi del giornale di Luleå, Annika scopre che anche l'attuale ministro dell'interno, Karina Björnlund, apparteneva a Lupo Rosso, e che addirittura avrebbe dovuto sposarsi con Ragnwald. Annika sospetta che l'impronta di una scarpa n. 36 trovata presso l'F21 durante l'attentato possa appartenere alla donna.
Mentre Annika è nell'estremo nord, suo marito Thomas ha una relazione con una collega che lavora con lui all'unione dei Comuni, Sophia Grenborg; la giornalista lo scopre perché li sorprende insieme in atteggiamento inequivocabile mentre passeggia con i figli appena tornata a casa.
La serie degli omicidi non è finita. Annika torna a Luleå. Un'altra ex attivista dell'organizzazione viene assassinata. Il marito accetta di parlare con Annika e le rivela che l'impronta trovata alla base aeronautica apparteneva a sua moglie. Ragnwald l'aveva costretta a provare la sua fedeltà al gruppo mettendo in atto l'attentato, dopo che Karina Björnlund si era defilata. Adesso è stata uccisa perché ha rifiutato di partecipare a una riunione di ricostituzione della cellula in occasione dell'anniversario dell'attentato all'F21.
Annika si rende conto che la data esatta è oggi. Ha un'intuizione, telefona al ministro Björnlund e capisce che sta prendendo un volo aereo. Si reca all'aeroporto di  Luleå, la donna è appena atterrata. La segue fino a una zona industriale della cittadina, in una vecchia fornace di mattoni; è qui che Ragnwald ha programmato l'incontro, ma non per ricostituire l'organizzazione. Scoperto di essere malato di tumore all'ultimo stadio, vuole che Karina consegni a un'organizzazione di carità della Chiesa i soldi che lui ha guadagnato come killer. Ma non tutti gli ex terroristi alla riunione sono d'accordo. Annika, scoperta, rischia la vita, e prima dell'arrivo della polizia ci saranno altri due morti.
Finalmente Annika torna a casa a Stoccolma, proprio mentre suo marito Thomas lascia lei e i figli per andare da Sophia Grenborg.